# Orto botanico di Pavia
L'Orto Botanico di Pavia è una struttura museale appartenente al Sistema Museale di Ateneo (SMA) dell'Università degli Studi di Pavia. Si trova nell'attuale sede dal 1773, anno della sua fondazione. L'orto si occupa anche dello studio e della tutela della Riserva naturale Bosco Siro Negri dell'Università degli Studi di Pavia.

## Storia
L'Orto botanico sorge sull'area dell'antica canonica lateranense di Sant'Epifanio, di cui rimane il solo chiostro che, nonostante le varie ricostruzioni, conserva ancora elementi quattrocenteschi, come i capitelli pensili in cotto, identici a quelli del chiostrino della chiesa di San Lanfranco a Pavia.

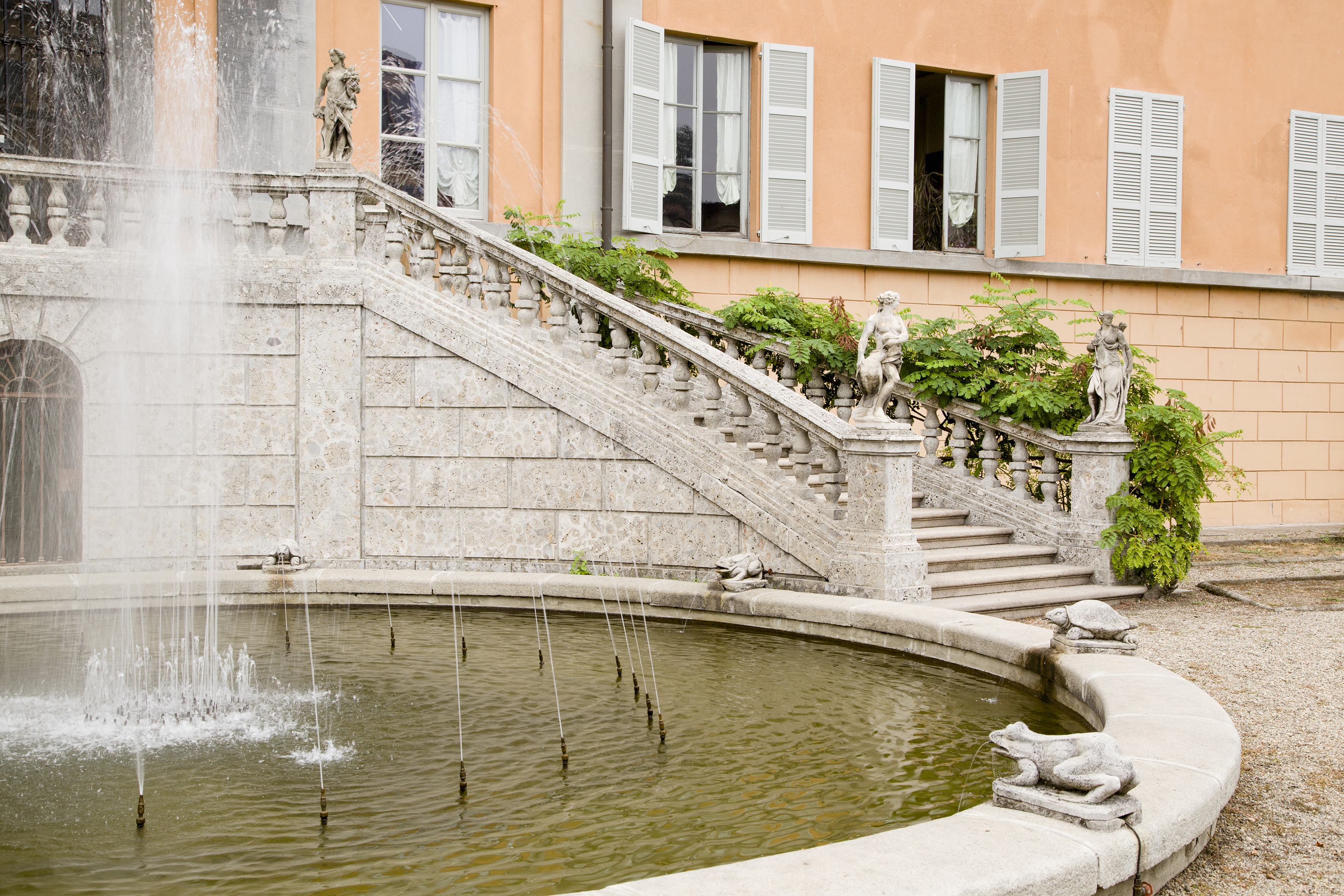
Fontana e scalinata della facciata meridionale

Si devono a Fulgenzio Vitman, monaco vallombrosano, l'istituzione della prima cattedra di botanica e l'avvio della progettazione dell'Orto botanico pavese. Nel 1772 il conte Carlo Giuseppe di Firmian, plenipotenziario degli Asburgo per la Lombardia, consigliò di adottare come esempio l'Orto botanico di Padova. Nel 1773 furono intrapresi dai botanici Valentino Brusati e Giovanni Battista Borsieri i lavori per la costruzione della sede odierna. Nel 1774 venne insediato il Laboratorio di Chimica. Nel 1777, quando gli edifici dell'Orto presentavano già un assetto simile a quello attuale, ne assunse la direzione del naturalista trentino Giovanni Antonio Scopoli (1723-1788) grazie al quale l'Orto botanico pavese raggiunse un assetto comparabile a quello dei più famosi orti botanici italiani. La direzione di Scopoli portò, tra i numerosi vantaggi, una fitta corrispondenza con i più grandi orti botanici europei e la creazione, su progetto di Giuseppe Piermarini delle serre (poi in parte modificate da Luigi Canonica). La riorganizzazione dell'Orto riprese, sotto la direzione di Domenico Nocca (1797-1826) nel 1797. Giovanni Briosi (1883-1919), divenuto direttore dell'Orto, nel 1883 ne migliorò ulteriormente la qualità, aggiungendo tre serre calde. Nel periodo successivo alla Seconda guerra mondiale, le scelte non furono più guidate dal principio dell'innovazione, bensì da quello del maggior risparmio economico possibile.Dal 1964 al 1982 fu direttore Ruggero Tomaselli che impremento la coltivazione e lo studio di specie provenienti da ogni continente e fece realizzare la serra tropicale.

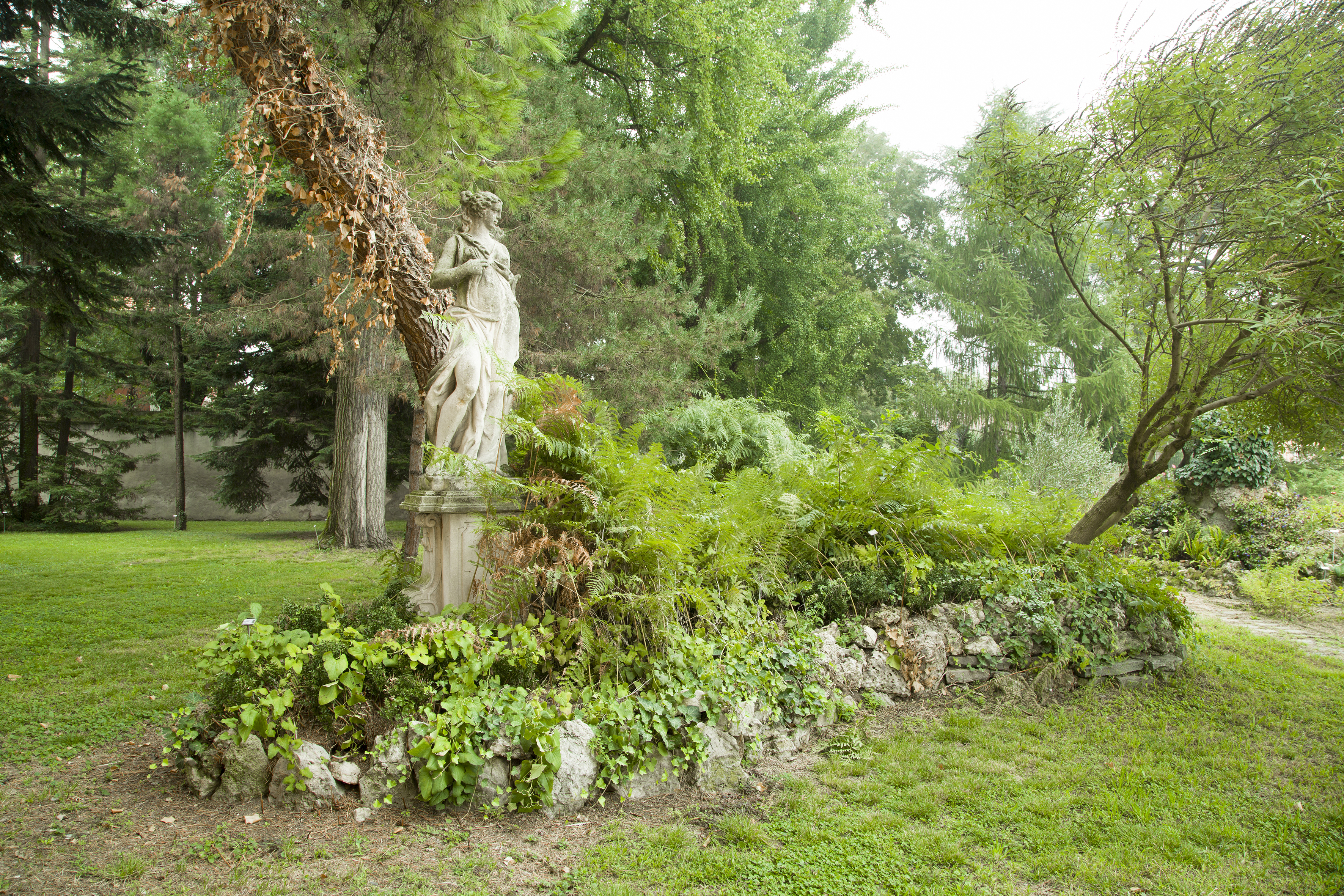
Il parco

Dal 2017 l'Orto Botanico di Pavia fa parte del Sistema Museale di Ateneo dell'Università di Pavia (SMA). Il suo personale è attualmente costituito dalla direttrice, Silvia Assini, dal curatore, Nicola M. G. Ardenghi, e da due giardinieri, Paolo Cauzzi, che svolge anche la mansione di custode, e Luca W. Gianoli.

## Descrizione delle collezioni

### Arboreto

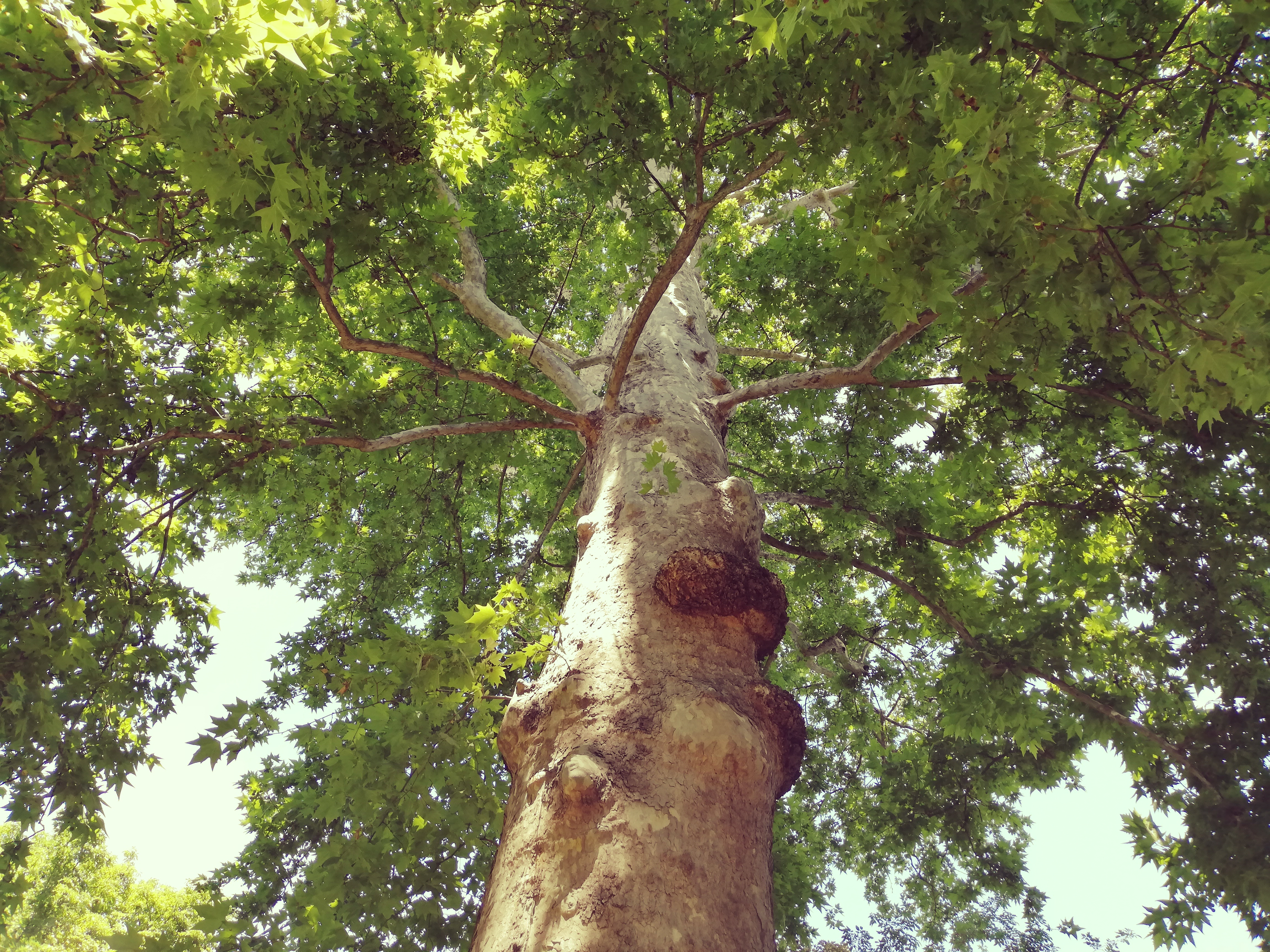
Platano di Scopoli (1778)

In questa sezione sono ospitate numerose specie arboree ed arbustive, divise tra gimnosperme e angiosperme. Da notare la presenza del grande Platano di Scopoli (Platanus hispanica Mill. ex Münchh.) facente parte dell'impianto originario, che si dice sia stato personalmente seminato da Scopoli nel 1778. In seguito a recenti misurazioni il platano risulta avere le seguenti dimensioni: 45 m di altezza e 10 m di circonferenza. Nel 1785 all'interno dell'arboreto venne piantato il primo esemplare di Robinia Pseudoacacia della Lombardia.

### Azalee
Degni di nota sono i due grandi gruppi di azalee (Rhododendron sp. pl.) coltivati a scopo ostensivo all'interno dell'Orto.

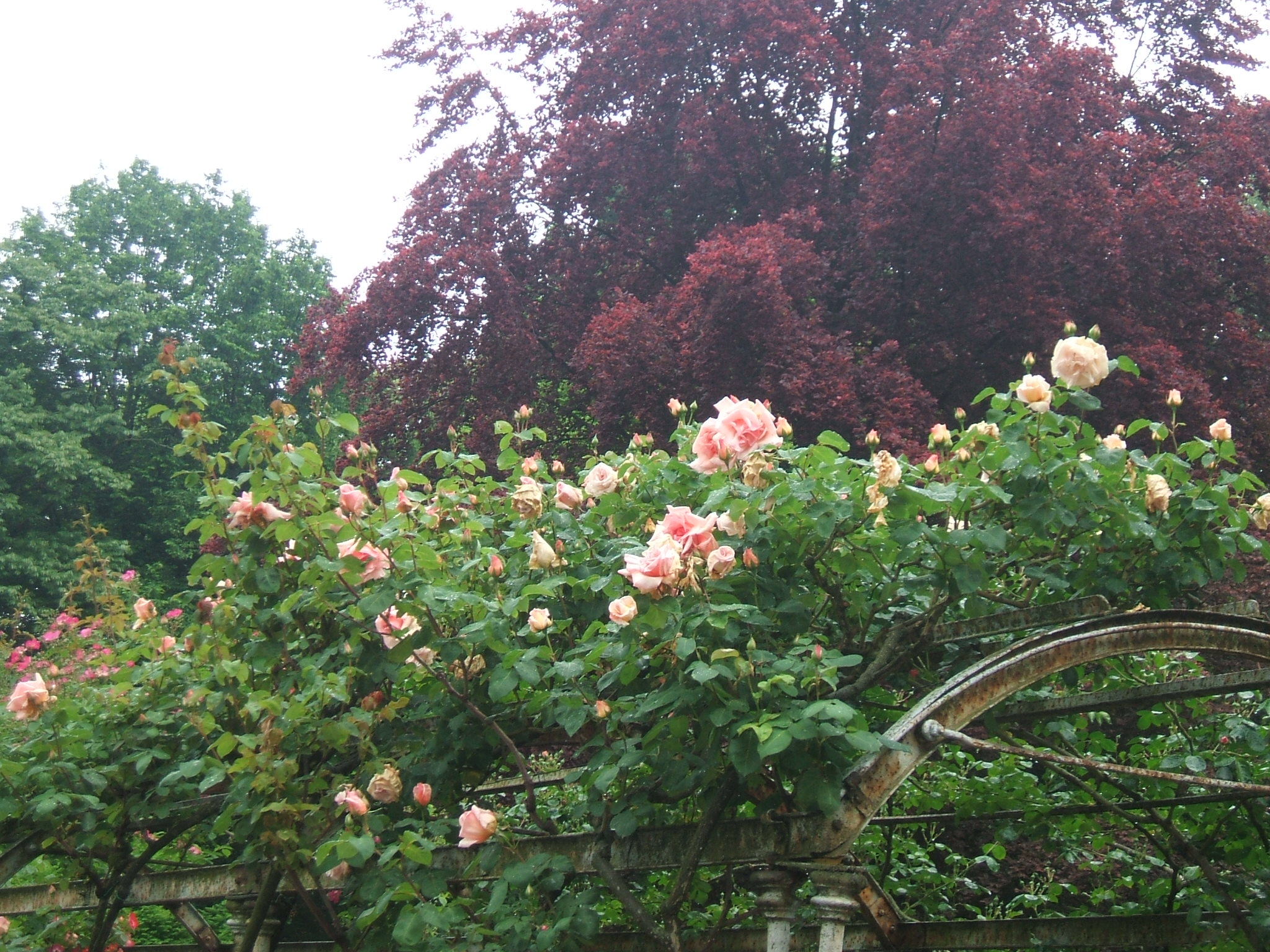
Particolare del Roseto

### Roseto
Istituito dal direttore Raffaele Ciferri e riprogettato dalla naturalista Cristina Serra Zanetti nel 1986, risulta suddiviso in tre ampi settori: rose selvatiche, rose antiche e ibridi moderni.

### Tè
Il direttore Giovanni Briosi, intorno alla fine dell’Ottocento, sperimentò la coltivazione tè, ma solo negli anni’20 del Novecento Gino Pollacci, riuscì a far acclimatare la pianta al freddo dell’Italia settentrionale senza bisogno di alcuna copertura durante l’inverno, dando così origine a una nuova varietà: Camellia sinesis (L.) Kuntze 'Ticinensis' (= C. sinensis f. ticinensis (Pollacci & Gallotti) Ardenghi), della "Tè pavese". Per tale scoperta, nel 1939, ricevette un premio dal Ministero dell’Interno. La fioritura del Tè pavese avviene a maggio e a ottobre.

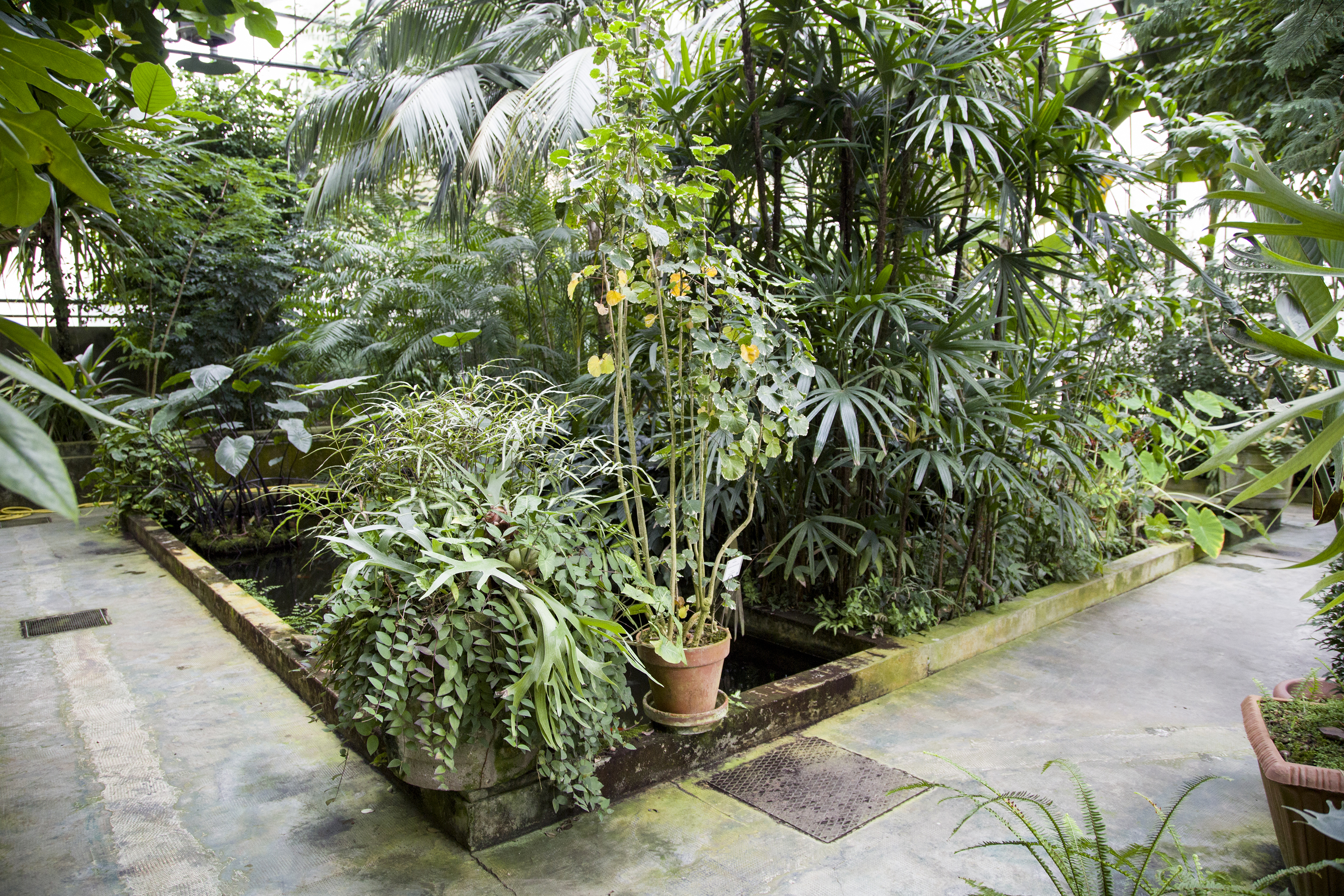
Visione d'insieme della Serra tropicale

### Peperoncini
La collezione nasce dalla donazione del geologo Francesco Perez, cultore delle varietà piccanti di Capsicum e fu raccolta a partire dal 2001 e poi donata alla Banca del Germoplasma Vegetale dell’Università degli Studi di Pavia. Alcuni di questi semi, frutto di una accurata ricerca scientifica, sono stati ripropagati all’interno dell’Orto Botanico, e ogni anno vengono coltivate i gruppi e le specie più importanti e curiose.

### Serra tropicale

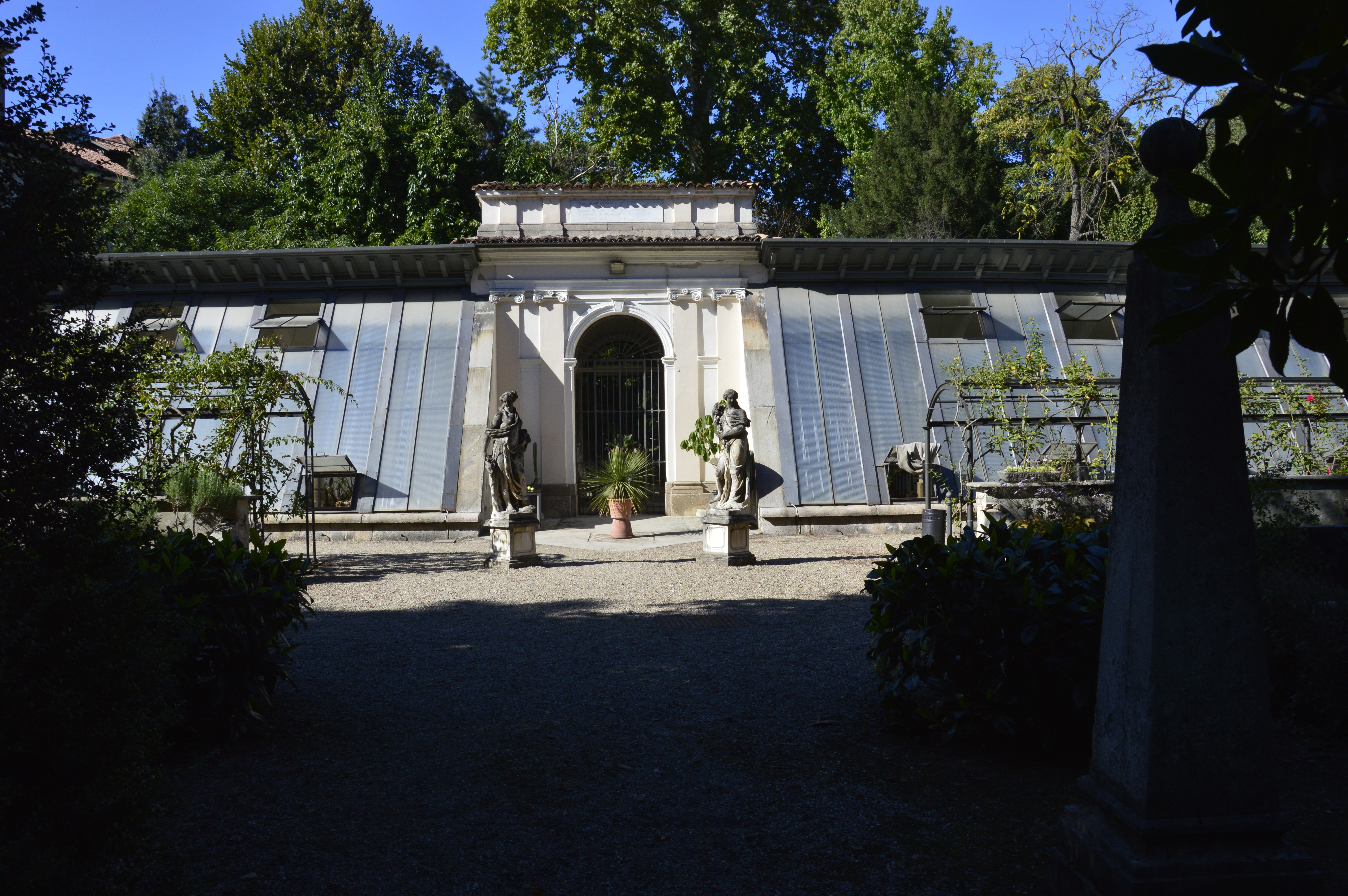
Le serre di Scopoli

Fatta realizzata nel 1974 dal direttore Ruggero Tomaselli, contiene specie esotiche quali: Arecaceae, pteridofite, Araceae, Euphorbiaceae, Liliaceae e Marantaceae.

### Serra delle piante utilitarie o mediterranea
Fatta realizzare dal direttore Giovanni Briosi tra il 1883 e il 1919, ospita numerose piante adatte al clima mediterraneo, fra cui specie aromatiche, da frutto, da legno e ornamentali.

### Serre di Scopoli

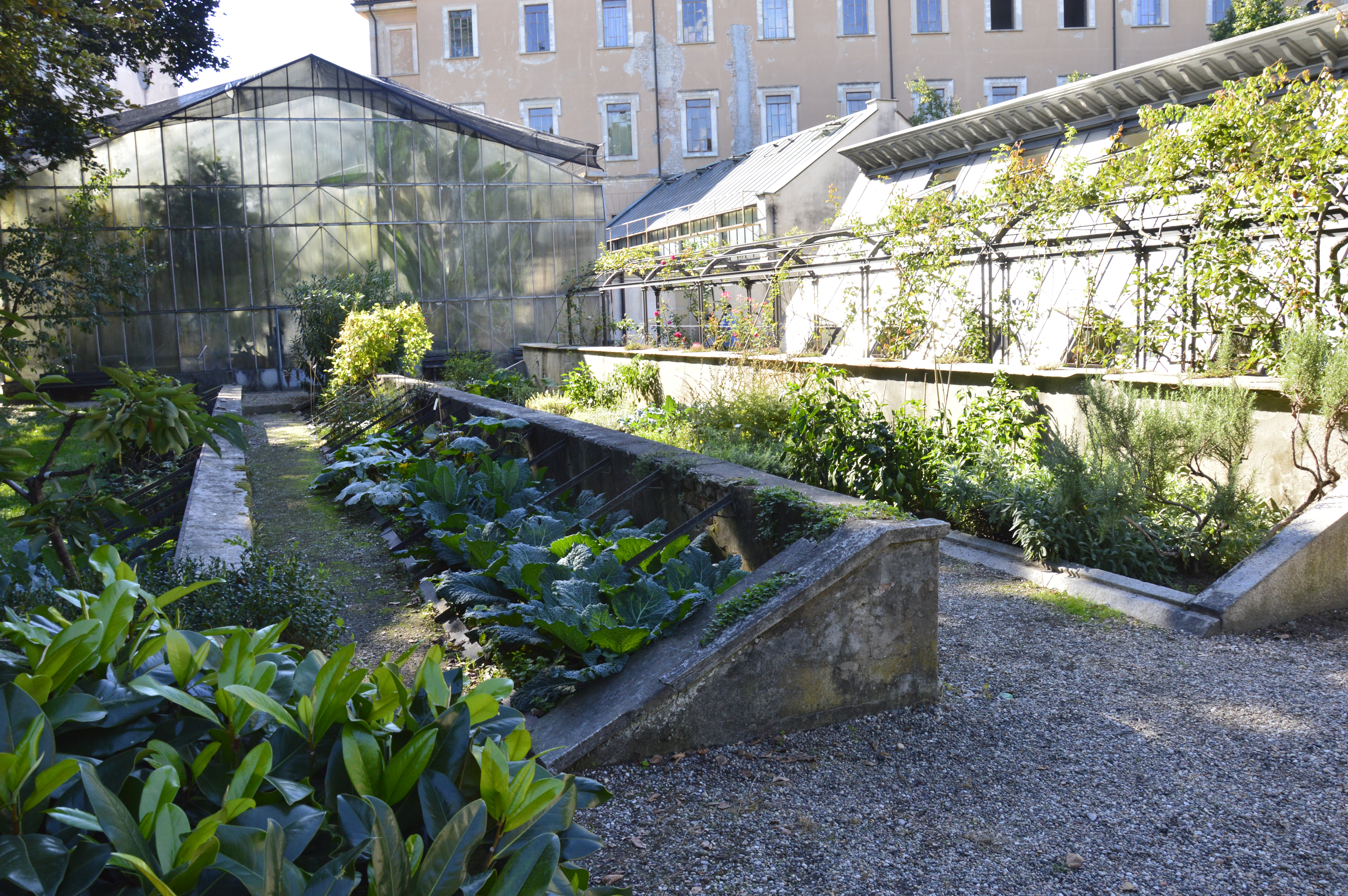
I lettorini; sullo sfondo la Serra tropicale, a destra le Serre di Scopoli

Un atrio comune separa due ali: quella orientale dedicata alle Cycadidae (riorganizzata negli anni'70 del Novecento) e quella occidentale alle succulente. Le serre, la cui custruzione iniziò nel 1776, furono progettate da Giuseppe Piermarini hanno forma rettilinea, unita al centro da un corpo centrale, mentre le coperture, in legno, erano formate da grandi vetrate oblique esposte a sud. Attualmente solo il lato occidentale conserva le vetrate originarie, dato che in quello orientale furono sostituite nei primi decenni dell’Ottocento da strutture in pietra e ferro progettate da Luigi Canonica. All’ingresso delle serre vi una lapide che riporta un frammento del poema arcadico Invito a Lesbia Cidonia di Lorenzo Mascheroni.

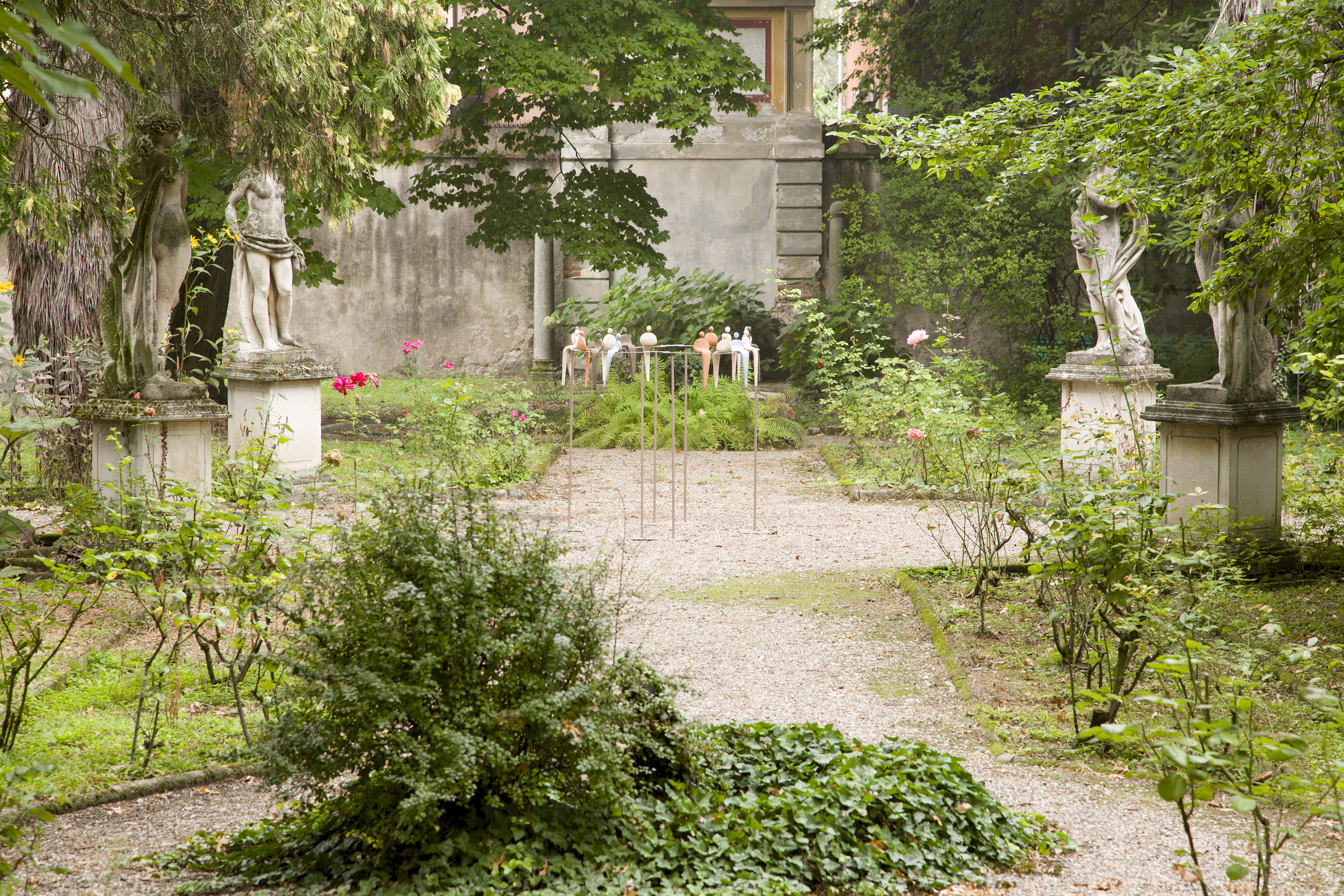
Installazione artistica presso il Quadrivio delle quattro stagioni

### Settore delle angiosperme
Questo settore è esteso lungo tutta la parte tra il corpo dell'Istituto e le serre scopoliane; è in programma una revisione del settore per via delle difficoltà di accrescimento regolare dovute alla densità degli alberi ed alla presenza di alcune gimnosperme.

### Erbari

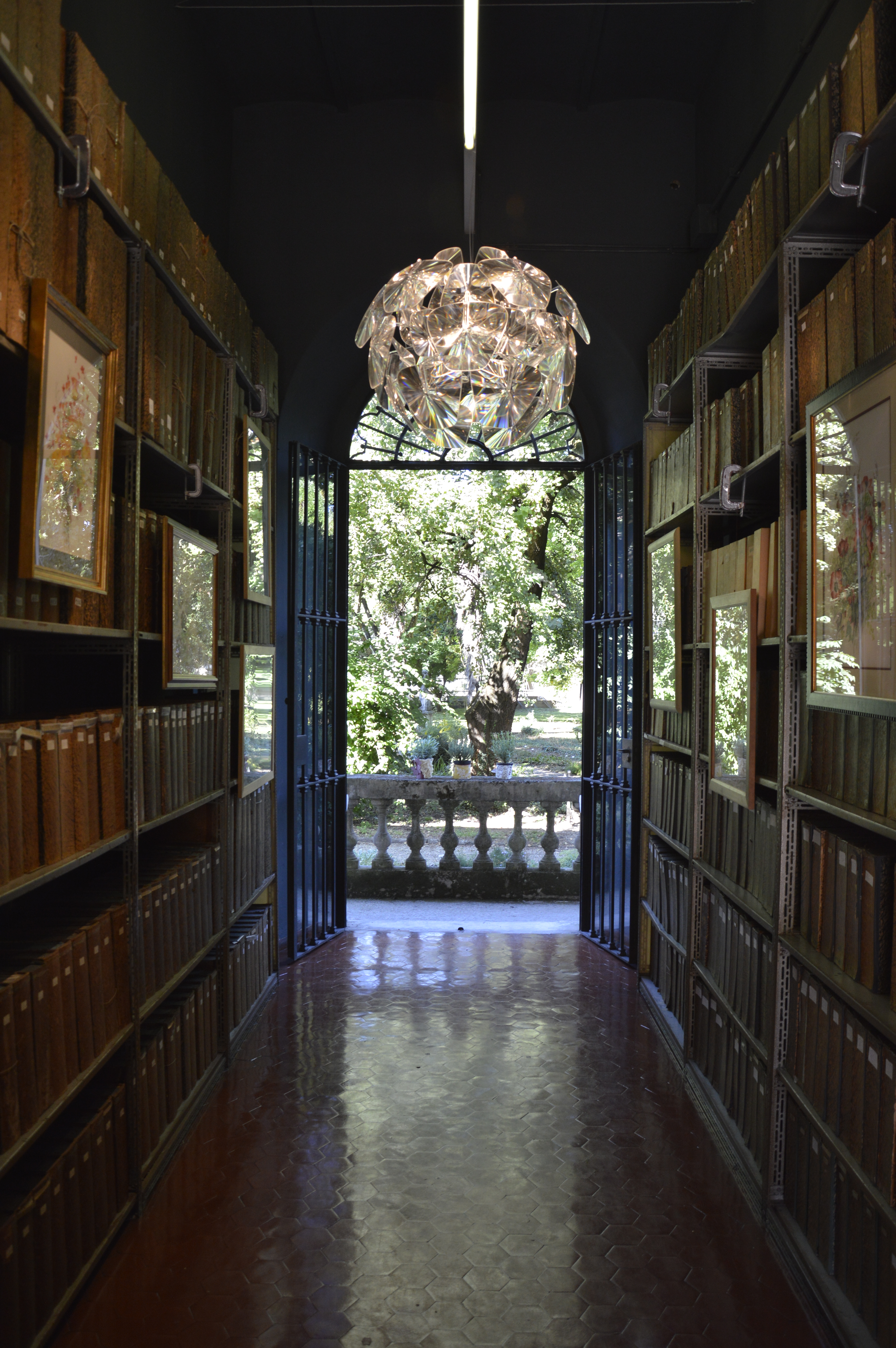
La biblioteca

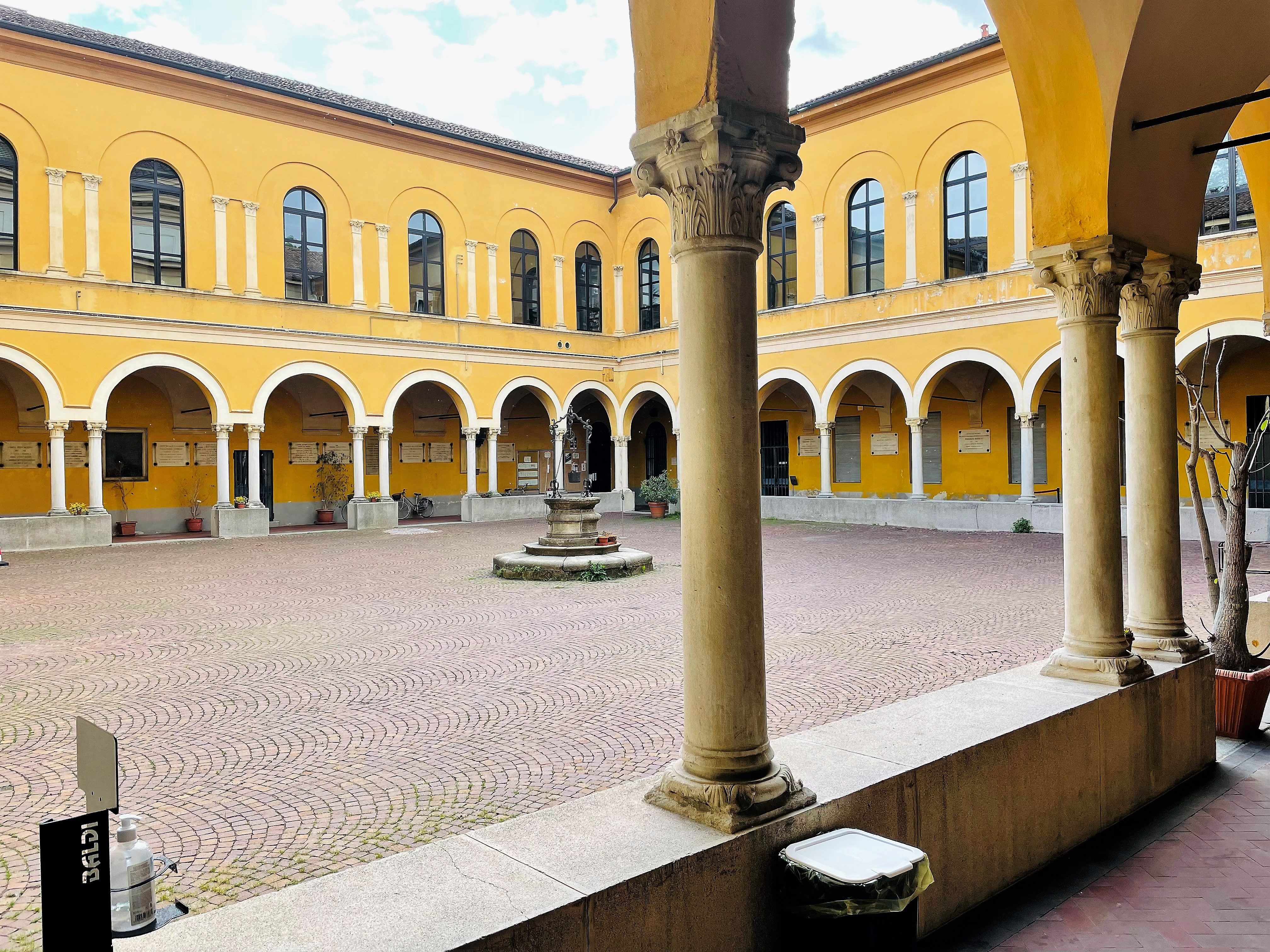
Il chiostro di Sant'Epifanio (XV secolo), inglobato nel palazzo settecentesco.

I locali dell'Orto Botanico di Pavia ospitano l'Erbario dell'Università di Pavia (acronimo PAV), attualmente gestito dal Dipartimento di Scienze della Terra e dell'Ambiente (DSTA). I campioni più antichi risalgono a Fulgenzio Vitman (ca. metà del XVIII secolo); alcuni di questi sono stati realizzati, secondo una tecnica molto originale per l'epoca, integrando la pianta essiccata con disegni ad acquerello, raffiguranti soprattutto organi difficili da essiccare (es. foglie succulente, frutti). in parte da una porzione essiccata e in parte dalla raccolta di erbari di piante essiccate continuata poi fino alla direzione di Giuseppe Moretti (1826-1853). Da Santo Garovaglio (1853-1882) furono rilevati gli erbari di Giuseppe Comolli e Guglielmo Gasparrini; tali erbari furono ritenuti tanto importanti da essere conservati separatamente dalla collezione generale. Risale alla direzione di Raffaele Ciferri (1942-1964) la costituzione di un erbario lombardo e di un erbario generale, pensati con l'intento di far confluire tutto il materiale presente. Alcuni erbari, ad esempio quello di Adriano Fiori, hanno in parte mantenuto forma autonoma. Da citare, tra le collezioni principali, quella micologica e quella di licheni. Ogni campione è caratterizzato da un'etichetta che reca luogo e data di raccolta del materiale e firma di coloro che l'hanno catalogato. 

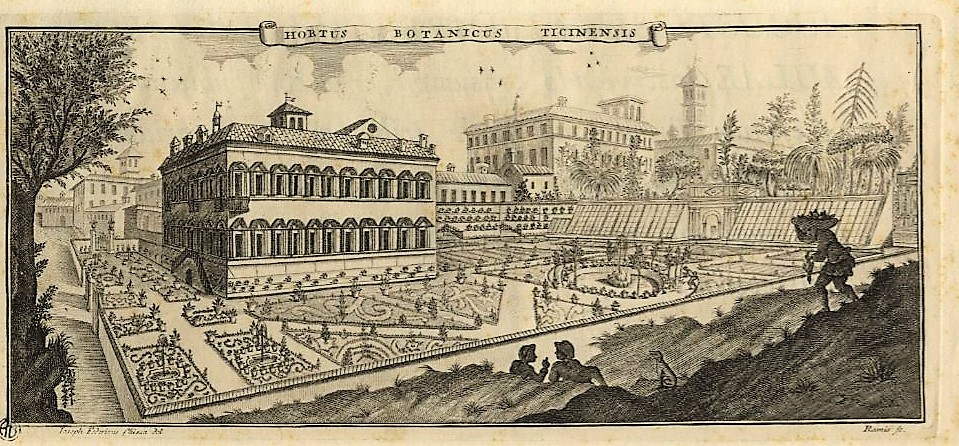
L'Orto Botanico intorno alla fine del XVIII secolo.

## Direttori
Elenco cronologico dei direttori:
- Valentino Brusati (1773-1777)
- Giovanni Antonio Scopoli (1777-1788)
- Domenico Nocca (1797-1826)
- Giuseppe Moretti (1826-1853)
- Santo Garovaglio (1853-1882)
- Giovanni Briosi (1883-1919)
- Luigi Montemartini (1920-1926)
- Gino Pollacci (1927-1942)
- Raffaele Ciferri (1943-1964)
- Ruggero Tomaselli (1964-1982)
- Augusto Pirola (1982-1996)
- Alberto Balduzzi (1997-2002)
- Francesco Sartori (2003-2008)
- Francesco Bracco (2008-?)